# Walerij Biełousow (bokser)
Walerij Pawłowicz Biełousow (ros. Валерий Павлович Белоусов, ur. 5 maja 1940 w  Moskwie) – rosyjski bokser walczący w barwach Związku Radzieckiego, olimpijczyk.
Wystąpił w kategorii lekkiej (do 60 kg) na igrzyskach olimpijskich w 1968 w Meksyku, gdzie po wygraniu z László Gulą z Węgier przegrał w następnej walce z późniejszym brązowym medalistą Zvonimirem Vujinem z Jugosławii. 
Był mistrzem ZSRR w wadze lekkiej w 1967, wicemistrzem w tej wadze w 1968, a także brązowym medalistą w wadze piórkowej (do 57 kg) w 1964, 1965 i 1966 oraz w wadze lekkiej w 1969, 1970 i 1971.